# Argyrarcha margarita
Argyrarcha margarita is een vlinder uit de familie grasmotten (Crambidae). De wetenschappelijke naam van deze soort is voor het eerst geldig gepubliceerd in 1892 door Warren.
De soort komt voor in tropisch Afrika.